# Constance III
Constance III, appelé en tant qu'empereur Flavius Constantius Augustus, mort le 2 septembre 421 à Ravenne, est un général romain du règne d'Honorius (de 395 à 423), empereur d'Occident aux côtés de ce dernier du 8 février 421 au 2 septembre 421. 
Nommé magister militum en 411, il est envoyé réprimer la révolte de Constantin III, établi à Arles, campagne qu'il mène avec succès. Constance mène ensuite aussi avec succès des campagnes contre les Wisigoths en Hispanie et en Gaule, réussissant à leur imposer le statut de fédérés à l'origine du royaume de Toulouse (418). 
Ayant épousé la demi-soeur d'Honorius, Galla Placidia, en 417, Constance reçoit le titre d'Auguste en février 421, mais n'est pas reconnu comme tel par l'empereur d'Orient. Il meurt quelques mois plus tard, sans avoir obtenu cette reconnaissance. Son fils Valentinien (419-455) succède à Honorius en 424 sous la tutelle de son épouse.

## Biographie

### Origines et débuts
Constance naît à Naissus, capitale de la Mésie, à une date inconnue,. 
Il est général sous le règne d'Honorius, atteignant le grade de magister militum (« maître des milices ») en 411. 

### Campagne contreConstantinIII(411)
Constance est chargé par Honorius de mettre fin à la révolte de Constantin III, qui s'est déclaré empereur en Bretagne en 407,, faisant ensuite passer ses troupes en Gaule et s'installant à Arles. 
Constance commencence par vaincre les troupes de Gerontius, autre général entré en rébellion, mais opposé à Constantin, puis commence le siège d'Arles. Gerontius se suicide en Hispanie un peu plus tard en 411.
Constantin refuse de se rendre, espérant tenir jusqu'au retour de son lieutenant, Edobich, qui lève alors des troupes dans le nord de la Gaule. Mais quand Edobich revient à Arles, il est battu par Constance. Constantin subit alors la défection de son armée sur le limes du Rhin, qui rejoint un autre usurpateur, Jovin. Il se rend, moyennant la promesse de pouvoir se retirer dans un monastère. Mais, fait prisonnier, il est ramené à Ravenne et finalement décapité, en août ou septembre 411. 
Jovin est battu en 413 par le roi des Wisigoths Athaulf,. 
Malgré ces victoires sur les usurpateurs, ni Honorius ni aucun empereur romain après lui ne pourront rétablir les troupes romaines en Bretagne.

### Soumission des Wisigoths (416-418)
Constance lance en 416 une campagne contre les Wisigoths au nord de l'Hispanie, en installant un blocus pour les affamer. Le nouveau roi wisigoth, Wallia, se rend, acceptant de libérer Galla Placidia, demi-sœur d'Honorius, capturée par Alaric en 410 et mariée de force à Athaulf, mort en 415. 
Wallia accepte également de se mettre au service de Rome contre les Vandales et autres envahisseurs germains, en échange de nourriture. Les Wisigoths, devenus un peuple fédéré de l'empire, fondent le royaume de Toulouse dans le sud de la Gaule. 
En 420, Constance a donc rétabli la domination impériale en Hispanie et en Gaule.

### Position éminente de Constance aux côtés d'Honorius (414-420)
À cette époque, les généraux jouent un rôle essentiel dans le maintien au pouvoir des empereurs romains, particulièrement dans l'empire d'Occident. La position de Constance comme magister militum et ses compétences comme homme de guerre lui donnent une grande influence dans l'Empire d'Occident, comparable à celle qu'a eu Stilicon au début du règne d'Honorius, alors très jeune (né en 384). 
C'est pourquoi Honorius lui accorde différentes distinctions, notamment le consulat, à trois reprises: en 414, avec Constant, en 417 avec Honorius,, en 420 avec Théodose II,.
Afin de s'assurer sa loyauté, Honorius arrange même en 417 des fiançailles de Constance avec Galla Placidia, qui lui donne deux enfants : Honoria, née en 418, et Valentinien, en 419. 

### Crise de 421, mort et succession
Le 8 février 421, Honorius attribue à Constance le titre d'Auguste, mais Théodose II, empereur d'Orient, ne reconnaît pas cette nomination. Face à cet affront, Constance envisage d'entrer en guerre contre Théodose, mais il meurt de maladie dès le 2 septembre 421, après seulement sept mois de règne,,. 
Honorius redevient alors le seul empereur d'Occident jusqu'à sa mort en 423. Son successeur est Valentinien III, le fils de Constance et de Galla Placidia, qui devient régente de l'Empire d'Occident.

### Ouvrages historiques en français
- Michel De Jaeghere, Les derniers jours : La fin de l'empire romain d'Occident, Paris, Les Belles Lettres, 2015, 656 p. (ISBN 978-2-251-44501-4).

### Ouvrages historiques en anglais
- (en) Lesley Adkins et Roy A. Adkins, Handbook to Life in Ancient Rome, Facts On File, 2014, 465 p. (ISBN 978-0-8160-7482-2, lire en ligne).
- (en) Anthony Birley, The People of Roman Britain, University of California Press, 1980, 224 p. (ISBN 978-0-520-04119-6, lire en ligne).
- (en) J. B. Bury, A History of the Later Roman Empire, from Arcadius to Irene (395 A. D. to 800 A. D.)., Macmillan and co., 1889.
- (en) Alexander Canduci, Triumph and Tragedy : The Rise and Fall of Rome's Immortal Emperors, Murdoch Books, 2010, 367 p. (ISBN 978-1-74196-598-8).
- (en) Alison E. Cooley, The Cambridge Manual of Latin Epigraphy, Cambridge University Press, 2012 (ISBN 978-1-139-57660-4, lire en ligne).
- (en) Michael Grant, From Rome to Byzantium : The Fifth Century AD, Routledge, 2015, 224 p. (ISBN 978-1-135-16672-4, lire en ligne).
- (en) A. H. M. Jones, The Prosopography of the Later Roman Empire : Volume 2, AD 395-527, Cambridge University Press, 1992, 1342 p. (ISBN 978-0-521-20159-9, lire en ligne).
- (en) A. D. Lee, From Rome to Byzantium AD 363 to 565, Edinburgh University Press, 2013 (ISBN 978-0-7486-6835-9).
- (en) Trudy Ring, Noelle Watson et Paul Schellinger, Southern Europe : International Dictionary of Historic Places, Taylor and Francis, 2013, 836 p. (ISBN 978-1-134-25965-6, lire en ligne).
- (en) Hagith Sivan, Galla Placidia : The Last Roman Empress, Oxford University Press, 2011, 224 p. (ISBN 978-0-19-537912-9, lire en ligne).